# Victoria Ohuruogu
Victoria Ohuruogu (Londres, 28 de febrero de 1993) es una deportista británica que compite en atletismo, especialista en las carreras de relevos. Su hermana Christine compite en el mismo deporte.
Participó en los Juegos Olímpicos de París 2024, obteniendo una medalla de bronce en la prueba de 4 × 400 m.
Ganó una medalla de bronce en el Campeonato Mundial de Atletismo de 2022 y una medalla de bronce en el Campeonato Europeo de Atletismo de 2022, ambas en la prueba de 4 × 400 m.

## Palmarés internacional
| Juegos Olímpicos   | Juegos Olímpicos        | Juegos Olímpicos  | Juegos Olímpicos |
| Año                | Lugar                   | Medalla           | Prueba           |
| ------------------ | ----------------------- | ----------------- | ---------------- |
| 2024               | París (Francia)         | Medalla de bronce | 4 × 400 m        |
| Campeonato Mundial |                         |                   |                  |
| Año                | Lugar                   | Medalla           | Prueba           |
| 2022               | Eugene (Estados Unidos) | Medalla de bronce | 4 × 400 m        |
| Campeonato Europeo |                         |                   |                  |
| Año                | Lugar                   | Medalla           | Prueba           |
| 2022               | Múnich (Alemania)       | Medalla de bronce | 4 × 400 m        |